# Lũ lụt Trung Quốc năm 1931
Lũ lụt năm 1931 ở Trung Quốc hoặc lũ lụt sông Hoàng Hà năm 1931 là một loạt các trận lụt tàn phá xảy ra ở Trung Quốc. Lũ lụt thường được coi là một trong những thảm hoạ tự nhiên chết người nhất từng được ghi nhận, và gần như chắc chắn là vụ thiên tai khiến nhiều người chết nhất của thế kỷ 20 (khi đại dịch và nạn đói không được tính). Ước tính tổng số người chết từ 145.000 đến khoảng 3,7 triệu đến 4 triệu.

## Nguyên nhân khí tượng
Từ năm 1928 đến năm 1930, một đợt hạn hán kéo dài đã làm Trung Quốc. Theo một số ghi chép, thời tiết bất thường trên trung bộ Trung Quốc bắt đầu vào mùa đông cuối năm 1930. Bão tuyết nặng vào mùa đông được theo sau bởi sự tan băng mùa xuân và mưa lớn làm tăng mực nước đáng kể. Mưa lớn hơn vào tháng 7 và tháng 8 năm 1931. 1931 cũng được đặc trưng bởi hoạt động cực xoáy cực mạnh vào tháng 7 năm đó, chín cơn lốc xoáy xảy ra ở khu vực này, trong khi trung bình chỉ có hai vụ xảy ra mỗi năm.

## Số người thiệt mạng và thiệt hại
Các nguồn tin Trung Quốc thường cho thấy số người chết trong nạn lụt sông Dương Tử vào khoảng 145.000 người, ngoài ra thiệt hại kinh tế do lũ lụt gây ra ảnh hưởng tới khoảng 28,5 triệu người, trong khi hầu hết các nguồn phương Tây ước tính số người chết cao hơn nhiều, từ 3,7 đến 4 triệu người.

## Sông Dương Tử
Giai đoạn tồi tệ nhất đã xảy ra từ tháng 7 đến tháng 8 năm 1931. Riêng tháng 7, bốn trạm khí tượng dọc theo sông Dương Tử báo cáo lượng mưa trên 600 mm trong tháng.

## Sông Hoài
Sông Dương Tử và Sông Hoài đã sớm đến Nam Kinh, thủ đô của Trung Quốc vào thời đó. Thành phố, nằm trên một hòn đảo trong một vùng lũ lớn, bị thiệt hại thảm khốc. Hàng triệu người chết đuối trong khi một số người chết vì đói hoặc do các bệnh do nước như bệnh tả và sốt rét. Các bà vợ và con gái bị bán bởi những người cư dân tuyệt vọng, và những trường hợp trẻ sơ sinh và ăn thịt đồng loại được báo cáo chi tiết cho chính phủ. Một số khu vực bị ảnh hưởng bao gồm Hồ Bắc, Hồ Nam, Giang Tây, Vũ Hán và Trùng Khánh. Dấu hiệu nước cao đã đạt được vào ngày 19 tháng 8 tại thị trấn Hán Khẩu ở Vũ Hán, với mực nước vượt quá 53 ft (16 m) so với bình thường. So sánh, đây là trung bình 5,6 ft (1,7 m) phía trên Bến Thượng Hải. Vào tối ngày 25 tháng 8 năm 1931, nước chảy qua Đại Vận Hà đã phá tan những con đê gần hồ Gaoyou. Khoảng 200.000 người bị chết đuối trong giấc ngủ trong lũ quét.